# Slaaprijder
Een slaaprijder is een persoon die oververmoeid achter het stuur zit. De term is afkomstig van de reclamecampagne "Word geen slaaprijder" van het Ministerie van Verkeer en Waterstaat.
Andere slogans waren: "Zorg voor frisse lucht in de auto", "Zorg voor een goede nachtrust", "Twee uur rijden kwartiertje rust" en "Ga uitgerust op weg".
De kans op ongelukken in het verkeer is groter wanneer er sprake is van vermoeidheid van de weggebruiker. De campagne is bedacht om aandacht te vestigen op het fenomeen.
Een voorbeeld van de gevolgen van vermoeidheid is het per ongeluk nemen van een verkeerde afslag met als resultaat spookrijden. Een ander voorbeeld is het onbewust wisselen van rijbaan. Een waarschuwing voor dit laatste is het gebruik van een in de wegmarkering aangebrachte rammelfunctie.